# Cornelio Gutiérrez
Cornelio Gutiérrez (Chivilcoy, 14 de septiembre de 1862-Buenos Aires, 19 de enero de 1942) fue un militar argentino, perteneciente al Ejército, que se desempeñó brevemente como sexto gobernador del Territorio Nacional de Santa Cruz de 1904 a 1905.

## Biografía
Nació en 1862 en Chivilcoy (provincia de Buenos Aires). Ingresó en 1874 al Ejército Argentino y formó parte de una de las primeras promociones del Colegio Militar de la Nación.
Participó en la expedición de la llamada Campaña al Desierto, fue secretario del Estado Mayor General del Ejército y jefe de la séptima zona militar en la provincia de Córdoba.
Siendo teniente coronel, fue jefe de la guarnición militar de Río Gallegos (Santa Cruz). En marzo de 1904 quedó a cargo como gobernador del Territorio Nacional de Santa Cruz, tras la ausencia en el puesto del titular Gregorio Aguirreberry, permaneciendo hasta la designación de Segundo Dutari Rodríguez en noviembre de 1905. En una memoria presentada ante el Ministerio del Interior de la Nación en 1905, calificó a los nativos tehuelches de «intrusos» de las estancias y sugirió la concesión de tierras y ganado para suplir el modo de vida nómade de las comunidades.
Entre 1909 y 1915, siendo coronel, se desempeñó como director del Colegio Militar de la Nación. En el cargo, entre 1911 y 1912 visitó Estados Unidos y algunos países de Europa para estudiar la organización de las instituciones educativas militares. Luego fue agregado militar en la legación argentina en España. Pasó a retiro con el grado de general de brigada.
Falleció en enero de 1942.